# 天通苑南街道
天通苑南街道是北京市昌平区下辖的街道。2012年12月31日，天通苑南街道正式从原东小口地区分出，街道办事处暂驻中滩村北三街82号，辖区东至天通苑东区围墙，西至陈营村东小口村界，南至海淀朝阳区界，北至太平庄中街，管理15个社区和1个村（陈营村）。

## 行政区划
天通苑南街道目前下辖以下村级单位：
佳运园社区、天通苑第二社区、天通西苑第一社区、天通东苑第一社区、天通东苑第二社区、天通苑第一社区、天通东苑第四社区、嘉诚花园社区、清水园社区、北方明珠社区、顶秀清溪社区、奥北中心社区、陈营村和东辰社区

## 事件
2022年11月20日晚间6时，天通苑南街道天通苑第二社區居委会内，有人提议要拘留某位居民，還有人表示該居民的的软肋其实是他儿子。事件曝光後有人致电北京市昌平区天通苑南街道办事处办公室，工作人员表示已经把情况反映给街道有关部门。